# Безыменное (Николаевская область)
Безыме́нное (укр. Безіме́нне) — село в Снигирёвском районе Николаевской области Украины.
Основано в качестве еврейской земледельческой колонии на землях Калининдорфского еврейского национального района.
Население по переписи 2001 года составляло 179 человек. Почтовый индекс — 57316. Телефонный код — 5162. Занимает площадь 0,045 км².

## Местный совет
57316, Николаевская обл., Снигирёвский район, с. Тамарино.